# Kiyoko Sekine
Pour les articles homonymes, voir Sekine.
Kiyoko Sekine (関根紀代子, Sekine Kiyoko) est une joueuse professionnelle japonaise de shogi née le 15 décembre 1940 à Maebashi dans la préfecture de Gunma. 
Elle a disputé trois finales pour le titre de Meijin féminin de 1978 à 1983 et une fois la finale du tournoi d'Ōshō féminin en 1986.

## Biographie et carrière
Kiyoko Sekine est née en 1940 à Maebashi. Elle remporta le premier tournoi de Meijin (maître) féminin de shogi amateur lors de sa création en 1968 alors que le statut de joueuse de shogi professionnelle n'existait pas.
Elle reçut le grade de 2e dan professionnel féminin lors de la création des grades professionnels en octobre 1974.
Dans sa carrière, Kiyoko Sekine disputa 4 finales de titres majeurs :
- la finale du Meijin féminin en 1978, 1979 et 1983 ;
- la finale du Osho féminin en 1986.

Elle devint 5e dan en 2009 après avoir remporté sa 150e victoire depuis son accession au grade de 4e dan en 1988. Elle  prit sa retraite de joueuse professionnelle en août 2011. La Fédération japonaise de shogi lui décerna grade de sixième dan féminin en septembre 2011 en reconnaissance de ses grandes réalisations dans la promotion du jeu.